# Claude Florimond de Mercy
Claude Florimond de Mercy gróf, németül: Claudius Florimund Graf Mercy (Longwy, Lotaringia, 1666 – Parma, 1734. június 29.) lotaringiai származású, Habsburg császári szolgálatban állt katona, tábornagy, német-római császári hadvezér, 1719-ben a négyes szövetség háborújában a szicíliai Habsburg-haderő parancsnoka, 1717–1734 között a Habsburg Birodalom Bánság (Banat) tartományának vezénylő tábornoka, katonai parancsnoka, a katonai adminisztráció elnöke. A lengyel örökösödési háborúban esett el. Régi magyar nyelvű iratokban Mercy Claudius Florimund névformában is szerepel.

## Élete

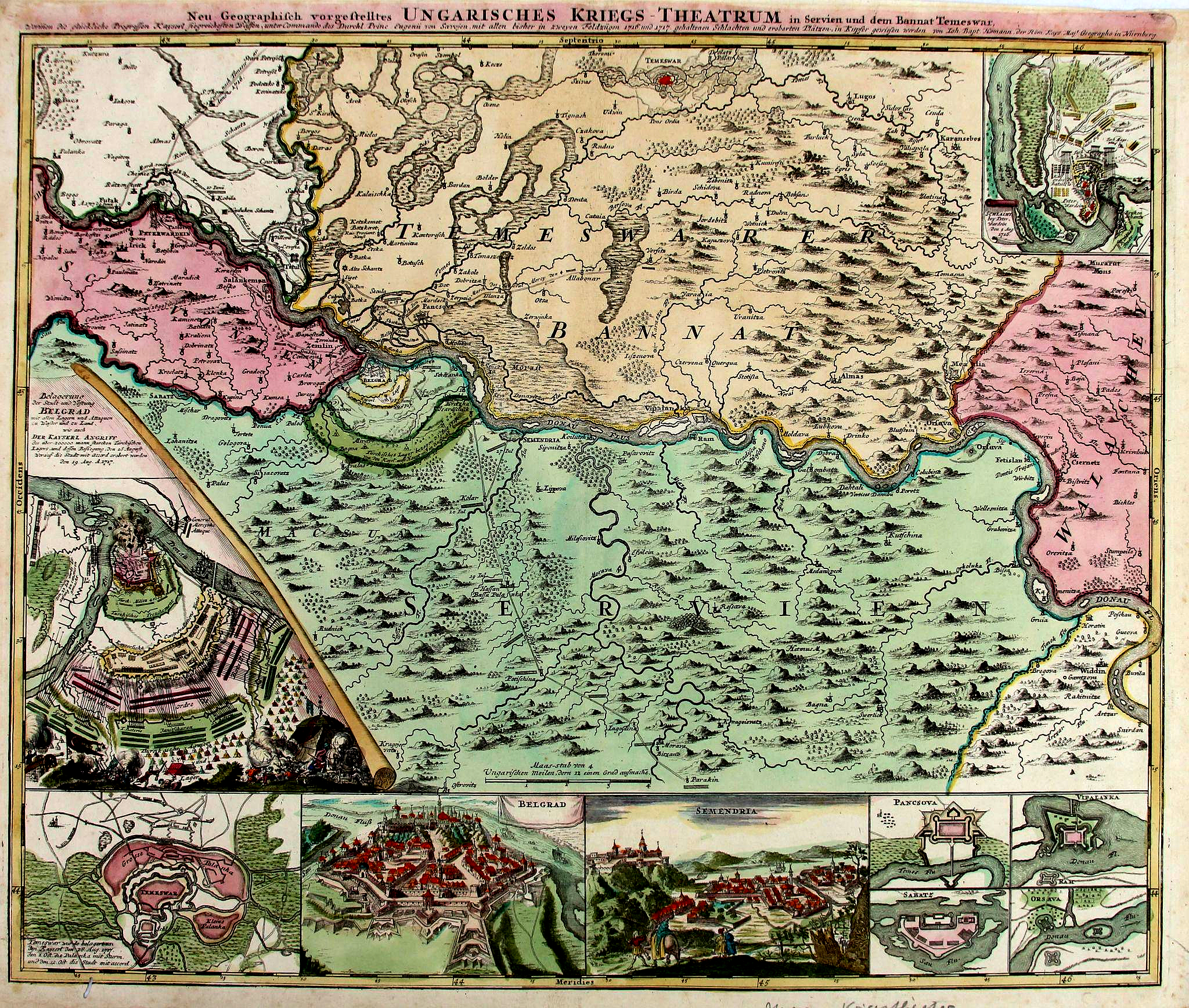
A Temesi bánság és környéke az 1716-1717. évi hadjáratok idején, Claude Florimond de Mercy térképe

1666-ban született a lotaringiai Longwyban. Apja Pierre Ernest de Mercy (Peter Ernst von Mercy) báró altábornagy (1641–1686) volt, anyja Marie Christiane d’Allamont grófnő.
1682-ben önkéntesként lépett be a Habsburg császári hadseregbe. 1683–1690 között már mint hadnagy vett részt magyarországi török harcokban, és 1686-ban Buda bevételénél is. Az ostrom során apját, Pierre de Mercy altábornagyot, a császári lovasság parancsnokát Lipót császár szeptember 23-án gróffá emelte, de ő röviddel ezután elesett a harcban. Fiát, Claude Florimond-t 1700-ban már Fontoy, Looten és Schöndorf uraként említik.
1701-ben a spanyol örökösödési háborúban Itáliában harcolt, ekkor már mint alezredes, Borgoforte ellen, közben többször is fogságba esett.
1716-ban a Habsburg–török háborúban szerepe volt a péterváradi győzelemben, Belgrád elfoglalásában és Temesvár harc nélküli átvételében a töröktől.
1716-tól Savoyai Jenő tábornagy megbízta a Temesköz katonai parancsnokságával. 1717-től a bánáti tartományi adminisztráció (Banater Landesadministration) elnökévé nevezték ki, e tisztséget haláláig betöltötte. Hivatalba lépése után azonnal elvégeztette a bánsági területek lakosságának összeírását. 1718-ban, amikor VI. Károly császár, elfogadva a Bánság újjáépítésére és rendezésére készített tervezetét, Mercyt az Udvari Haditanács hivatalosan is kinevezte a Temesi Bánság császári-királyi katonai parancsnokává. 1719-ben a a négyes szövetség háborújában a spanyoloktól megszállt Szicília visszafoglalására irányuló sikeres hadműveleteket vezette.
Mercy 1724-től indította meg a Temesköz nagyszabású mocsár-lecsapolási munkálatait, a munkatáborokba terelt, hontalanná tett őshonos bánsági lakossággal.[forrás?] Giroda mellett nagy területen, több ezer embert befogadó Iagd, a Josefiánus térképen az 54. fila.[forrás?] Ekkor épült a Béga-csatorna első változata. Német telepesek a Bánság német lakossága szinte az egész német nyelvterületről gyűlt össze, majd később francia, olasz és spanyol telepítéseket is vegyesen a németekkel valamint a bányatelepekre cseh, osztrák és német bányászokat hozatott a tulajdonos.
A mocsárlecsapolásokon kívül a Bánságban meghonosította a selyemhernyó-tenyésztést is, valamint Temesvárott több üzemet alapított, igyekezett a céhek háttérbe szorításával kincstári ipart teremteni, a vállalatok vezetésére is külföldről hozott be embereket.[forrás?]
Bánsági működését, a németek betelepítését az udvar támogatta, elsősorban összbirodalmi érdekből. A német telepítések a magyar királyi kamara költségére történtek. A bánáti magyar lakosság falvaiba is új telepeseket küldött.
1722. április 17-én (indigenátust) magyar nemességi honfiúsítást nyert. 1722. augusztus 10-én pallosjogot kapott Tolna vármegyében. Claudius Florimund Graf Mercy 1722-ben vásárolta meg a Hegyháton elterülő hatalmas birtokot. Sinzendorf János Mihály Vencel, császári kincstárnok, fősolymász-mester a Botka családtól vette 22 évvel korábban ezt a hatalmas területet, de aztán lemondott a sok gonddal járó uradalmáról. Mercy, aki élete vége felé a császári csapatok főparancsnokságáig jutott rendkívüli katonai karrierjében, hat évvel korábban foglalta vissza a törököktől a Bánságot és Temesközt. Mint a Bánság kormányzója éppen a vásárlás évében kezdett hozzá a Bánság betelepítéséhez. Így párhuzamosan az új tolnai szerzeményeibe is német telepeseket hozott. A vidéket nem csak benépesítette, hanem infrastrukturális fejlesztéseket is végzett, utakat építtetett révátkelőket nyitott a Sárvízen, kisebb szabályzásokat, lecsapolásokat végeztetett. A mezőgazdaság fejlesztése mellett az ipar fellendítésére is gondolt. Egy textilmanufaktura létrehozását is támogatta, de ez az úttörő vállalkozás balul ütött ki. Néhány évvel az indulás után az eladósodott „fabrika” két osztrák vezetője már a vármegye börtönében raboskodott.
C.L.F. Mercy a protestáns és magyar többségű Kölesddel – az addigi birtokközponttal szemben – a főként német katolikusok által lakott Hőgyészt részesítette előnyben. Először egy kisebb földszintes kastélyt építtetett, majd még az ő életében elkezdődött a ma is álló nagy kastély építése, valószínűleg a harmincas években. Voigt Pál és Mojzer Miklós művészettörténészek szerint stíluskritikai alapon az osztrák Franz Anton Pilgram (1699-1761) az osztrák barokk egyik legnagyobb mesterének tulajdoníthatjuk a kastély terveit. Ha Voigtnak és Mojzernak igaza van, akkor Pilgrammnak egy korai művével van dolgunk.
A korban általános, franciás „cour d’honneur”-ös alaprajzi megoldás helyett zárt, négyszögletes típust találunk Hőgyészen. A kastély 55x60m -es, a megye kastélyai közül méretben is kiemelkedik. A sarkok manzárdtetős lefedést kaptak, és kissé előreugranak. A nyugati oldal kivételével minden oldalon középrizalitot is találunk, leghangsúlyosabbat a keleti oldalon. A kastély legkorábbi ábrázolását 1783-ból ismerjük.Ezen lényegében a mai formákat látjuk már azzal a különbséggel, hogy a sarkok manzárdtetős lezárás helyett egy magas, meredek tetőt kaptak. Az átalakításokra 1784-88 közt vagy 1858-59-ben, az Ybl-féle restaurálás alatt kerülhetett sor.A kastély 1773-tól 1939-ig az Apponyi család tulajdonában volt,majd több évtizedes hanyatlás után napjainkban ismét magántulajdonba került. 2001-novembere óta szállodaként és termálfürdőként üzemelt. 2010-ben bezárta kapuit, a kastély ismét elhanyagolt, rossz állapotba került. Külföldi befektető tulajdonában van.
C.L.Mercy után fogadott fia örökölte az uradalmat. Nevelőapjával, Mercy-Argenteau-val ellentétben már sokat tartózkodott Hőgyészen. Ő építi fel a Csicsói kápolnát is, ami egyben temetkezési helye is lett. Az ő idejére esik Hőgyész mezővárossá válása (1753), és a másik, az úgynevezett hercegi kastély építése. A hercegi kastélyt Várnagy Antal szerint az 1773-ban kelt adásvételi szerződésben említik először,ekkor prefektusi háznak, később kancelláriának,majd tiszttartói háznak nevezik. A hercegi kastély nevet onnan kapta, hogy Liechtenstein Alfréd herceg, aki édesanyja, Apponyi Mária öröksége révén Hőgyészre került, ebbe a kastélyba költözött 1927-ben.
1723-ban kapott magyar grófi rangot, Birtokai Tolna, Fejér és Baranya vármegyékben feküdtek. 1733-ban átvezényelték a lengyel örökösödési háború észak-itáliai hadszínterére, ahol 1734-ben, a spanyolok ellen harcolva, a Parma közelében álló Crocetta-kastély megrohanása közben halálos sebet kapott.
Mivel gyermeke nem született, vagyonát, birtokait fogadott fia, Antoine Mercy d’Argenteau gróf, aki 1767-ben Eszék katonai kormányzója lett, majd annak fia, Florimond-Claude de Mercy-Argenteau gróf (1727–1794) örökölte, aki diplomataként működött Mária Terézia, majd II. József császár szolgálatában.
Az utolsó hőgyészi Mercy, Florimond-Claude 1773-ban eladta az uradalmat Apponyi Györgynek (1722-1782), a későbbi megyei főispánnak. Ezzel Hőgyész történetében új korszak kezdődött.

## Emlékezete
2009. augusztus 3-án Temesváron, a Piața Victoriei parkjában felállították mellszobrát.